# Abbas Doran
 (septembre 2013).
Abbas Doran (né à Chiraz le 22 octobre 1950, mort à Bagdad  le  21 juillet 1982), fut un major général de l'armée de l'air et un pilote de chasse iranien et un héros national.

Au cours des deux premières années de la guerre Iran-Irak il effectue plus de 120 vols et opérations pour l'Iran.

## Biographie

### Jeunesse
Abbas Doran naît en 1950 à Chiraz. Il grandit à Chiraz et après avoir achevé le lycée, en 1970 il part pour le Service militaire.
En 1972 il entre à l'École de l'air de l'armée de l'air iranienne. Passé dans l'aviation comme élève pilote et pour suivre ses études, il part pour  les  États-Unis. Après avoir obtenu le diplôme de pilote, il revient en Iran et commence sa carrière comme lieutenant à la base aérienne d'Hamedan.

### Guerre Iran-Irak
Pendant la guerre Iran-Irak, il sert comme un pilote de chasse et Commandant adjoint des opérations dans la troisième Air Force Base (Nojeh Air Force Base) et après un certain temps, pour continuer ses vols de guerre il est affecté à la sixième Air Force Base à Bushehr.
Au cours de la guerre, au 28 novembre 1980, il a coulé les quais Al-Omieh et al-Bakr et  participe à l'Opération Victoire Indéniable.

### Décès
Il est mort pendant l'opération Bagdad lors de la Guerre Iran-Irak lorsque son avion a été touché par un missile Roland 2 et s'est écrasé sur l'hôtel Al-Rachid  en 1982, en essayant d'empêcher le déroulement de la conférence du NAM à Bagdad afin de montrer  l'insécurité de la ville pendant le conflit.

### Ouvrages
- Combat Aircraft 37: Iranian F-4 Phantom II Units in Combat, Farzad Bishop and Tom Cooper, Osprey Publishing 2003
- Iran-Iraq War in the Air 1980-1988, Tom Cooper and Farzad Bishop, Schiffer Publishing 2003